# Tornei di tennis femminili nel 1968
Prima della nascita del WTA Tour, ossia l'apertura alle tenniste professioniste dei tornei che prima di quell'anno erano riservati alle tenniste dilettanti, tutti gli eventi più importanti erano amatoriali, tra questi c'erano i tornei del Grande Slam: gli Australian Championships, gli Internazionali di Francia, il Torneo di Wimbledon e gli U.S. National Championships.

## Gennaio
| Settimana  | Torneo                                                                                   | Vincitore                                                       | Finalista                                           | Semifinalisti | Eliminati ai quarti |
| ---------- | ---------------------------------------------------------------------------------------- | --------------------------------------------------------------- | --------------------------------------------------- | ------------- | ------------------- |
| 1º gennaio | Faulcombridge Trophy 1968 Valencia, Spagna Terra rossa Singolare - Doppio                | Frances MacLennan 6-2 6-3                                       | Edda Buding                                         |               |                     |
| 1º gennaio | Faulcombridge Trophy 1968 Valencia, Spagna Terra rossa Singolare - Doppio                |                                                                 |                                                     |               |                     |
| 6 gennaio  | Western Province Championships 1968 Città del Capo, Sudafrica Cemento Singolare - Doppio | Patricia Walkden-Pretorius 6-2 1-6 6-4                          | Carole Caldwell Graebner                            |               |                     |
| 6 gennaio  | Western Province Championships 1968 Città del Capo, Sudafrica Cemento Singolare - Doppio | Annette Van Zyl Patricia Walkden-Pretorius 8-6 4-6 6-2          | Winnie Shaw Nell Truman                             |               |                     |
| 7 gennaio  | Moscow Open 1968 Mosca, URSS Campo indoor Singolare - Doppio                             | Ol'ga Morozova 7-9 6-1 10-8                                     | Anna Dmitrieva Tolstoy                              |               |                     |
| 7 gennaio  | Moscow Open 1968 Mosca, URSS Campo indoor Singolare - Doppio                             |                                                                 |                                                     |               |                     |
| 7 gennaio  | Western Australian Championships 1968 Perth, Australia Erba Singolare - Doppio           | Billie Jean King 6-1 6-4                                        | Margaret Smith-Court                                |               |                     |
| 7 gennaio  | Western Australian Championships 1968 Perth, Australia Erba Singolare - Doppio           | Rosie Casals Billie Jean King 8-6 4-6 6-2                       | Margaret Smith-Court Gail Sherriff Chanfreau Lovera |               |                     |
| 13 gennaio | Orange Free State Championships 1968 Bloemfontein, Sudafrica Cemento Singolare - Doppio  | Virginia Wade 6-3 6-3                                           | Patricia Walkden-Pretorius                          |               |                     |
| 13 gennaio | Orange Free State Championships 1968 Bloemfontein, Sudafrica Cemento Singolare - Doppio  | Patricia Walkden-Pretorius Annette Van Zyl walkover             | Winnie Shaw Nell Truman                             |               |                     |
| 14 gennaio | Tasmanian Championships 1968 Hobart, Australia Erba Singolare - Doppio                   | Billie Jean King 6-2 6-4                                        | Judy Tegart-Dalton                                  |               |                     |
| 14 gennaio | Tasmanian Championships 1968 Hobart, Australia Erba Singolare - Doppio                   | Margaret Smith-Court Gail Sherriff Chanfreau Lovera 8-6 0-6 6-4 | Mary-Ann Eisel Curtis Judy Tegart-Dalton            |               |                     |
| 14 gennaio | South Florida Championships 1968 West Palm Beach, USA Terra rossa Singolare - Doppio     | Kazuko Sawamatsu 6-1 6-3                                        | Vera Cleto                                          |               |                     |
| 14 gennaio | South Florida Championships 1968 West Palm Beach, USA Terra rossa Singolare - Doppio     |                                                                 |                                                     |               |                     |
| 16 gennaio | New Zealand Championships 1968 Auckland, Nuova Zelanda Singolare - Doppio                | Marilyn Pryde-Lawrence 6-0 6-8 6-2                              | Patsy Stevens                                       |               |                     |
| 16 gennaio | New Zealand Championships 1968 Auckland, Nuova Zelanda Singolare - Doppio                |                                                                 |                                                     |               |                     |
| 16 gennaio | Natal Championships 1968 Durban, Sudafrica Cemento Singolare - Doppio                    | Annette Van Zyl 6-1 6-1                                         | Carole Caldwell Graebner                            |               |                     |
| 16 gennaio | Natal Championships 1968 Durban, Sudafrica Cemento Singolare - Doppio                    |                                                                 |                                                     |               |                     |
| 29 gennaio | Australian Championships 1968 Melbourne, Australia Erba Singolare - Doppio               | Billie Jean King 6-1 6-2                                        | Margaret Smith-Court                                |               |                     |
| 29 gennaio | Australian Championships 1968 Melbourne, Australia Erba Singolare - Doppio               | Karen Krantzcke Lesley Turner Bowrey 6-4 3-6 6-2                | Rosie Casals Billie Jean King                       |               |                     |

## Febbraio
| Settimana   | Torneo                                                                                              | Vincitore                                                   | Finalista                                     | Semifinalisti | Eliminati ai quarti |
| ----------- | --------------------------------------------------------------------------------------------------- | ----------------------------------------------------------- | --------------------------------------------- | ------------- | ------------------- |
| febbraio    | Eastern Transvaal Championships 1968 Benoni, Sudafrica Singolare - Doppio                           | Brenda Kirk                                                 | non conosciuta (bandiera)                     |               |                     |
| febbraio    | Eastern Transvaal Championships 1968 Benoni, Sudafrica Singolare - Doppio                           |                                                             |                                               |               |                     |
| 1º febbraio | German Covered Court Championships 1968 Brema, Germania Campo indoor Singolare - Doppio             | Joyce Barclay-Williams-Hume 6-2 6-1                         | Helga Niessen Masthoff                        |               |                     |
| 1º febbraio | German Covered Court Championships 1968 Brema, Germania Campo indoor Singolare - Doppio             | Helga Niessen Masthoff Heide Schildeknecht-Orth 1-6 6-3 8-6 | Frances MacLennan Joyce Barclay-Williams-Hume |               |                     |
| 4 febbraio  | Scandanavian Covered Court Championships 1968 Copenaghen, Danimarca Campo indoor Singolare - Doppio | Virginia Wade 6-1 6-2                                       | Joyce Barclay-Williams-Hume                   |               |                     |
| 4 febbraio  | Scandanavian Covered Court Championships 1968 Copenaghen, Danimarca Campo indoor Singolare - Doppio | Virginia Wade Joyce Barclay-Williams-Hume 6-4 6-3           | Galina Bakšeeva Anna Dmitrieva Tolstoy        |               |                     |
| 4 febbraio  | City of Miami Championships 1968 Miami, USA Singolare - Doppio                                      | Faye Urban 6-2 6-0                                          | Vera Cleto                                    |               |                     |
| 4 febbraio  | City of Miami Championships 1968 Miami, USA Singolare - Doppio                                      |                                                             |                                               |               |                     |
| 5 febbraio  | Benson & Hedges Open 1968 Auckland, Nuova Zelanda Erba Singolare - Doppio                           | Kerry Melville Reid 8-6 6-1                                 | Gail Sherriff Chanfreau Lovera                |               |                     |
| 5 febbraio  | Benson & Hedges Open 1968 Auckland, Nuova Zelanda Erba Singolare - Doppio                           | Kerry Melville Reid Gail Sherriff Chanfreau Lovera 6-0 6-2  | Bakker Astrid Suurbeck                        |               |                     |
| 18 febbraio | French Covered Court Championships 1968 Parigi, Francia Campo indoor Singolare - Doppio             | Nell Truman 6-4 6-1                                         | Evelyne Terras                                |               |                     |
| 18 febbraio | French Covered Court Championships 1968 Parigi, Francia Campo indoor Singolare - Doppio             | Rosa Maria Reyes Darmon Monique Salfati-di Maso 3-6 6-0 6-3 | Jeanine Lieffrig Johanne Venturino            |               |                     |
| 18 febbraio | New South Wales Hard Court Championships 1968 Wollongong, Australia Terra rossa Singolare - Doppio  | Elizabeth Fenton 4-6 6-4 7-5                                | Evonne Goolagong Cawley                       |               |                     |
| 18 febbraio | New South Wales Hard Court Championships 1968 Wollongong, Australia Terra rossa Singolare - Doppio  |                                                             |                                               |               |                     |
| 19 febbraio | New England Indoors 1968 Salem, USA Campo indoor Singolare - Doppio                                 | Billie Jean King 6-3 6-4                                    | Mary-Ann Eisel Curtis                         |               |                     |
| 19 febbraio | New England Indoors 1968 Salem, USA Campo indoor Singolare - Doppio                                 | Rosie Casals Billie Jean King 16-14 6-3                     | Kathleen Harter Mary-Ann Eisel Curtis         |               |                     |
| 20 febbraio | US Indoors 1968 Winchester, USA Campo indoor Singolare - Doppio                                     | Billie Jean King 6-3 9-7                                    | Rosie Casals                                  |               |                     |
| 20 febbraio | US Indoors 1968 Winchester, USA Campo indoor Singolare - Doppio                                     | Billie Jean King Rosie Casals 6-2 6-2                       | Mary-Ann Eisel Curtis Kathleen Harter         |               |                     |

## Marzo
| Settimana | Torneo                                                                                              | Vincitore                                             | Finalista                               | Semifinalisti | Eliminati ai quarti |
| --------- | --------------------------------------------------------------------------------------------------- | ----------------------------------------------------- | --------------------------------------- | ------------- | ------------------- |
| marzo     | Dallas Invitation 1968 Dallas, USA Singolare - Doppio                                               | Maryna Godwin Proctor 7-9 6-3 6-4                     | Julie Heldman                           |               |                     |
| marzo     | Dallas Invitation 1968 Dallas, USA Singolare - Doppio                                               |                                                       |                                         |               |                     |
| 1º marzo  | Moscow International Indoor Open 1968 Mosca, URSS Campo indoor Singolare - Doppio                   | Virginia Wade 6-1 6-8 6-4                             | Galina Bakšeeva                         |               |                     |
| 1º marzo  | Moscow International Indoor Open 1968 Mosca, URSS Campo indoor Singolare - Doppio                   | Galina Bakšeeva Anna Dmitrieva Tolstoy 6-2 7-5        | Isanova Ol'ga Morozova                  |               |                     |
| 1º marzo  | Munich Covered Court Championships 1968 Monaco di Baviera, Germania Campo indoor Singolare - Doppio | Edda Buding 6-3 2-6 6-1                               | Frances MacLennan                       |               |                     |
| 1º marzo  | Munich Covered Court Championships 1968 Monaco di Baviera, Germania Campo indoor Singolare - Doppio |                                                       |                                         |               |                     |
| 1º marzo  | French Covered Court Championships 1968 Lione, Francia Campo indoor Singolare - Doppio              | Rosa Maria Reyes Darmon 6-1 1-6 9-7                   | Daniele Bouteleux                       |               |                     |
| 1º marzo  | French Covered Court Championships 1968 Lione, Francia Campo indoor Singolare - Doppio              |                                                       |                                         |               |                     |
| 4 marzo   | Long Island Indoor 1968 Long Island, USA Campo indoor Singolare - Doppio                            | Billie Jean King Round Robin                          | Rosie Casals                            |               |                     |
| 4 marzo   | Long Island Indoor 1968 Long Island, USA Campo indoor Singolare - Doppio                            |                                                       |                                         |               |                     |
| 10 marzo  | Colombia International 1968 Barranquilla, Colombia Singolare - Doppio                               | Nancy Richey 6-2 6-0                                  | Lesley Turner Bowrey                    |               |                     |
| 10 marzo  | Colombia International 1968 Barranquilla, Colombia Singolare - Doppio                               | Françoise Dürr Ann Haydon Jones 6-4 9-7               | Lesley Turner Bowrey Judy Tegart-Dalton |               |                     |
| 10 marzo  | Egyptian International Cairo Championships 1968 Il Cairo, Egitto Singolare - Doppio                 | Gail Sherriff Chanfreau Lovera 6-4 6-2                | Monique Salfati-di Maso                 |               |                     |
| 10 marzo  | Egyptian International Cairo Championships 1968 Il Cairo, Egitto Singolare - Doppio                 |                                                       |                                         |               |                     |
| 17 marzo  | Alexandria Open 1968 Alessandria d'Egitto, Egitto Terra rossa Singolare - Doppio                    | Anna Dmitrieva Tolstoy 6-0 6-3                        | Robin Blakelock-Lloyd                   |               |                     |
| 17 marzo  | Alexandria Open 1968 Alessandria d'Egitto, Egitto Terra rossa Singolare - Doppio                    |                                                       |                                         |               |                     |
| 17 marzo  | Torneo di Beaulieu 1968 Cannes, Francia Terra rossa Singolare - Doppio                              | Alice Luthy-Tym 4-6 6-4 6-4                           | Marilyn Aschner                         |               |                     |
| 17 marzo  | Torneo di Beaulieu 1968 Cannes, Francia Terra rossa Singolare - Doppio                              | Almut Sturm Johanne Venturino 6-1 1-6 6-4             | Judy Congdon Alex Soady                 |               |                     |
| 17 marzo  | Caracas Altamira International 1968 Caracas, Venezuela Singolare - Doppio                           | Ann Haydon Jones 6-4 11-9                             | Julie Heldman                           |               |                     |
| 17 marzo  | Caracas Altamira International 1968 Caracas, Venezuela Singolare - Doppio                           | Ann Haydon Jones Françoise Dürr 6-0 6-2               | Lesley Turner Bowrey Judy Tegart-Dalton |               |                     |
| 24 marzo  | Curacao International 1968 Curaçao, Paesi Bassi Singolare - Doppio                                  | Nancy Richey 2-6 6-1 6-2                              | Judy Tegart-Dalton                      |               |                     |
| 24 marzo  | Curacao International 1968 Curaçao, Paesi Bassi Singolare - Doppio                                  | Nancy Richey Valerie Ziegenfuss 6-2 7-9 6-3           | Helga Niessen Masthoff Faye Urban       |               |                     |
| 24 marzo  | Mexican International Championships 1968 Città del Messico, Messico Terra rossa Singolare - Doppio  | Julie Heldman walkover                                | Ann Haydon Jones                        |               |                     |
| 24 marzo  | Mexican International Championships 1968 Città del Messico, Messico Terra rossa Singolare - Doppio  | Yola Ramírez Elena Subirats walkover                  | Françoise Dürr Ann Haydon Jones         |               |                     |
| 27 marzo  | Thunderbird Classic 1968 Phoenix, USA Cemento Singolare - Doppio                                    | Patti Hogan 6-2 6-4                                   | Tory-Ann Fretz                          |               |                     |
| 27 marzo  | Thunderbird Classic 1968 Phoenix, USA Cemento Singolare - Doppio                                    | Mary-Ann Eisel Curtis Kathleen Harter 13-11 6-2       | Patti Hogan Peggy Michel                |               |                     |
| 30 marzo  | Garden Challenge Bowl 1968 New York, USA Campo indoor Singolare - Doppio                            | Nancy Richey 7-5 7-5                                  | Judy Tegart-Dalton                      |               |                     |
| 30 marzo  | Garden Challenge Bowl 1968 New York, USA Campo indoor Singolare - Doppio                            |                                                       |                                         |               |                     |
| 31 marzo  | Riviera Championships 1968 Mentone, Francia Terra rossa Singolare - Doppio                          | Gail Sherriff Chanfreau Lovera 6-1 6-0                | Vlasta Kodesova-Vopickova               |               |                     |
| 31 marzo  | Riviera Championships 1968 Mentone, Francia Terra rossa Singolare - Doppio                          | Carol Sherriff Gail Sherriff Chanfreau Lovera 6-2 8-6 | Tine Zwaan Lidy Venneboer               |               |                     |

## Aprile
| Settimana | Torneo                                                                                           | Vincitore                                                 | Finalista                                       | Semifinalisti | Eliminati ai quarti |
| --------- | ------------------------------------------------------------------------------------------------ | --------------------------------------------------------- | ----------------------------------------------- | ------------- | ------------------- |
| aprile    | Miami Tournament 1968 Miami, USA Singolare - Doppio                                              | Billie Jean King                                          | non conosciuta (bandiera)                       |               |                     |
| aprile    | Miami Tournament 1968 Miami, USA Singolare - Doppio                                              |                                                           |                                                 |               |                     |
| aprile    | Ojai Valley Championships 1968 Ojai, USA Singolare - Doppio                                      | Betty Ann Grubb-Hansen-Stuart 6-4 6-2                     | Pixie Lamm                                      |               |                     |
| aprile    | Ojai Valley Championships 1968 Ojai, USA Singolare - Doppio                                      |                                                           |                                                 |               |                     |
| 1º aprile | Torneo di Kampala 1968 Kampala, Uganda Cemento Singolare - Doppio                                | Virginia Wade 7-5 6-4                                     | Margaret Smith-Court                            |               |                     |
| 1º aprile | Torneo di Kampala 1968 Kampala, Uganda Cemento Singolare - Doppio                                |                                                           |                                                 |               |                     |
| 1º aprile | San Francisco Golden Gate Tournament 1968 San Francisco, USA Singolare - Doppio                  | Mimi Arnold 6-1 6-3                                       | Cecilia Martinez                                |               |                     |
| 1º aprile | San Francisco Golden Gate Tournament 1968 San Francisco, USA Singolare - Doppio                  |                                                           |                                                 |               |                     |
| 1º aprile | Torneo di Draguignan 1968 Draguignan, Francia Terra rossa Singolare - Doppio                     | Alice Luthy-Tym 6-3 6-2                                   | Marilyn Aschner                                 |               |                     |
| 1º aprile | Torneo di Draguignan 1968 Draguignan, Francia Terra rossa Singolare - Doppio                     |                                                           |                                                 |               |                     |
| 3 aprile  | Nairobi Championships 1968 Nairobi, Kenya Cemento Singolare - Doppio                             | Virginia Wade 4-6 6-1 6-2                                 | Kristen Seelbach                                |               |                     |
| 3 aprile  | Nairobi Championships 1968 Nairobi, Kenya Cemento Singolare - Doppio                             | Frances MacLennan Virginia Wade 6-1 6-3                   | Cora Schediwy-Creydt Kristen Seelbach           |               |                     |
| 3 aprile  | Parioli Tennis Tournament 1968 Roma, Italia Terra rossa Singolare - Doppio                       | Mabel Vrancovich 6-2 2-3 ritiro                           | Lobard                                          |               |                     |
| 3 aprile  | Parioli Tennis Tournament 1968 Roma, Italia Terra rossa Singolare - Doppio                       |                                                           |                                                 |               |                     |
| 7 aprile  | Nice Lawn Tennis Club Championships 1968 Nizza, Francia Terra rossa Singolare - Doppio           | Gail Sherriff Chanfreau Lovera 9-7 6-4                    | Robin Blakelock-Lloyd                           |               |                     |
| 7 aprile  | Nice Lawn Tennis Club Championships 1968 Nizza, Francia Terra rossa Singolare - Doppio           | Carol Sherriff Gail Sherriff Chanfreau Lovera 3-6 7-5 7-5 | Roberta Beltrame Helen Gourlay-Cawley           |               |                     |
| 7 aprile  | Campionati Internazionali di Sicilia 1968 Palermo, Italia Terra rossa Singolare - Doppio         | Helen Gourlay-Cawley 6-3 6-0                              | Virginia Caceres                                |               |                     |
| 7 aprile  | Campionati Internazionali di Sicilia 1968 Palermo, Italia Terra rossa Singolare - Doppio         |                                                           |                                                 |               |                     |
| 7 aprile  | Caribe Hilton International Championships 1968 San Juan, Porto Rico Cemento Singolare - Doppio   | Nancy Richey 6-3 6-4                                      | Kathleen Harter                                 |               |                     |
| 7 aprile  | Caribe Hilton International Championships 1968 San Juan, Porto Rico Cemento Singolare - Doppio   | Nancy Richey Valerie Ziegenfuss 6-4 6-4                   | Jane Peaches Bartkowicz Linda Tuero             |               |                     |
| 7 aprile  | Torneo di Marsiglia 1968 Marsiglia, Francia Singolare - Doppio                                   | Alice Luthy-Tym 6-0 6-1                                   | Lamarie                                         |               |                     |
| 7 aprile  | Torneo di Marsiglia 1968 Marsiglia, Francia Singolare - Doppio                                   |                                                           |                                                 |               |                     |
| 13 aprile | Cumberland Hard Court Championships 1968 Hampstead, Gran Bretagna Terra rossa Singolare - Doppio | Fay Toyne-Moore 6-4 6-2                                   | Christine Truman                                |               |                     |
| 13 aprile | Cumberland Hard Court Championships 1968 Hampstead, Gran Bretagna Terra rossa Singolare - Doppio | Fay Toyne-Moore Joyce Barclay-Williams-Hume 7-5 6-2       | Barrett Roberts                                 |               |                     |
| 14 aprile | San Luis Potosí Championships 1968 San Luis Potosí, Messico Terra rossa Singolare - Doppio       | Yola Ramírez 9-7 3-6 7-5                                  | Elena Subirats                                  |               |                     |
| 14 aprile | San Luis Potosí Championships 1968 San Luis Potosí, Messico Terra rossa Singolare - Doppio       | Elena Subirats Montano 6-4 6-3                            | Yola Ramírez Tere Salvidea                      |               |                     |
| 14 aprile | Masters Invitational 1968 Saint Petersburg, USA Terra rossa Singolare - Doppio                   | Nancy Richey 7-5 6-0                                      | Lesley Turner Bowrey                            |               |                     |
| 14 aprile | Masters Invitational 1968 Saint Petersburg, USA Terra rossa Singolare - Doppio                   | Nancy Richey Lesley Turner Bowrey 7-5 7-5                 | Stephanie De Fina Ingrid Lofdahl-Bentzer        |               |                     |
| 15 aprile | Monte Carlo Cup 1968 Monte Carlo, Monte Carlo Terra rossa Singolare - Doppio                     | Vlasta Kodesova-Vopickova 6-4 3-6 6-3                     | Marilyn Aschner                                 |               |                     |
| 15 aprile | Monte Carlo Cup 1968 Monte Carlo, Monte Carlo Terra rossa Singolare - Doppio                     | Carol Sherriff Gail Sherriff Chanfreau Lovera 8-6 7-5     | Roberta Beltrame Francesca Gordigiani           |               |                     |
| 15 aprile | Dixie Championships 1968 Tampa, USA Terra rossa Singolare - Doppio                               | Helga Niessen Masthoff 2-6 6-4 6-1                        | Judy Tegart-Dalton                              |               |                     |
| 15 aprile | Dixie Championships 1968 Tampa, USA Terra rossa Singolare - Doppio                               | Helga Niessen Masthoff Faye Urban 6-2 6-2                 | Judy Tegart-Dalton Valerie Ziegenfuss           |               |                     |
| 15 aprile | Cannes Pro Championships 1968 Cannes, Francia Campo indoor Singolare - Doppio                    | Billie Jean King 10-8                                     | Rosie Casals                                    |               |                     |
| 15 aprile | Cannes Pro Championships 1968 Cannes, Francia Campo indoor Singolare - Doppio                    |                                                           |                                                 |               |                     |
| 15 aprile | Catania Open 1968 Catania, Italia Terra rossa Singolare - Doppio                                 | Helen Gourlay-Cawley 6-3 6-3                              | Judith Dibar-Gohn                               |               |                     |
| 15 aprile | Catania Open 1968 Catania, Italia Terra rossa Singolare - Doppio                                 |                                                           |                                                 |               |                     |
| 15 aprile | South African Open 1968 Johannesburg, Sudafrica Cemento Singolare - Doppio                       | Margaret Smith-Court 6-4 6-4                              | Virginia Wade                                   |               |                     |
| 15 aprile | South African Open 1968 Johannesburg, Sudafrica Cemento Singolare - Doppio                       | Annette Van Zyl Patricia Walkden-Pretorius 0-6 6-4 7-5    | Margaret Smith-Court Virginia Wade              |               |                     |
| 16 aprile | New Zealand Hard Court Championships 1968 Christchurch, Nuova Zelanda Singolare - Doppio         | Beverley Vercoe 6-2 6-1                                   | Rogan                                           |               |                     |
| 16 aprile | New Zealand Hard Court Championships 1968 Christchurch, Nuova Zelanda Singolare - Doppio         |                                                           |                                                 |               |                     |
| 16 aprile | Southport Hard Court Championships 1968 Southport, Gran Bretagna Singolare - Doppio              | Mrs C.F. Penn 2-2 titolo condiviso                        | Sue Townsend-Wainwright                         |               |                     |
| 16 aprile | Southport Hard Court Championships 1968 Southport, Gran Bretagna Singolare - Doppio              |                                                           |                                                 |               |                     |
| 19 aprile | Fort Worth Professional Tournament 1968 Fort Worth, USA Singolare - Doppio                       | Ann Haydon Jones 6-1 6-2                                  | Billie Jean King                                |               |                     |
| 19 aprile | Fort Worth Professional Tournament 1968 Fort Worth, USA Singolare - Doppio                       |                                                           |                                                 |               |                     |
| 19 aprile | French Pro Championships 1968 Parigi, Francia Singolare - Doppio                                 | Billie Jean King 9-7 6-4                                  | Ann Haydon Jones                                |               |                     |
| 19 aprile | French Pro Championships 1968 Parigi, Francia Singolare - Doppio                                 |                                                           |                                                 |               |                     |
| 20 aprile | Israel Spring Championships 1968 Tel Aviv, Israele Terra rossa Singolare - Doppio                | Laura Rossouw 6-2 6-0                                     | Nadine Netter                                   |               |                     |
| 20 aprile | Israel Spring Championships 1968 Tel Aviv, Israele Terra rossa Singolare - Doppio                | Nadine Netter Laura Rossouw 6-4 6-4                       | Davie Stott                                     |               |                     |
| 21 aprile | Aix Golden Racquet Tournament 1968 Aix-en-Provence, Francia Terra rossa Singolare - Doppio       | Gail Sherriff Chanfreau Lovera 6-3 6-1                    | Rosa Maria Reyes Darmon                         |               |                     |
| 21 aprile | Aix Golden Racquet Tournament 1968 Aix-en-Provence, Francia Terra rossa Singolare - Doppio       | Marilyn Aschner Gail Sherriff Chanfreau Lovera 8-6 6-3    | Edda Buding Rosa Maria Reyes Darmon             |               |                     |
| 21 aprile | Charlotte Invitation 1968 Charlotte, USA Terra rossa Singolare - Doppio                          | Judy Tegart-Dalton 7-5 3-6 7-5                            | Stephanie De Fina                               |               |                     |
| 21 aprile | Charlotte Invitation 1968 Charlotte, USA Terra rossa Singolare - Doppio                          | Lesley Turner Bowrey Judy Tegart-Dalton 4-6 6-4 6-2       | Mary-Ann Eisel Curtis Stephanie De Fina         |               |                     |
| 21 aprile | River Oaks International Tennis Tournament 1968 Houston, USA Terra rossa Singolare - Doppio      | Nancy Richey 6-1 6-1                                      | Jane Peaches Bartkowicz                         |               |                     |
| 21 aprile | River Oaks International Tennis Tournament 1968 Houston, USA Terra rossa Singolare - Doppio      | Esme Emanuel Kathleen Harter 6-1 6-1                      | Jane Peaches Bartkowicz Linda Tuero             |               |                     |
| 21 aprile | Melia Trophy 1968 Madrid, Spagna Terra rossa Singolare - Doppio                                  | Helga Niessen Masthoff 6-1 6-3                            | Frances MacLennan                               |               |                     |
| 21 aprile | Melia Trophy 1968 Madrid, Spagna Terra rossa Singolare - Doppio                                  |                                                           |                                                 |               |                     |
| 21 aprile | Tucson Arizona Open 1968 Tucson, USA Singolare - Doppio                                          | Peggy Michel 6-4 6-1                                      | Gay                                             |               |                     |
| 21 aprile | Tucson Arizona Open 1968 Tucson, USA Singolare - Doppio                                          |                                                           |                                                 |               |                     |
| 25 aprile | Rothmans Connaught Championships 1968 Chingford, Gran Bretagna Terra rossa Singolare - Doppio    | Fay Toyne-Moore 6-4 8-6                                   | Virginia Wade                                   |               |                     |
| 25 aprile | Rothmans Connaught Championships 1968 Chingford, Gran Bretagna Terra rossa Singolare - Doppio    | Christine Truman Nell Truman walkover                     | Fay Toyne-Moore Virginia Wade                   |               |                     |
| 27 aprile | British Hard Court Championships 1968 Bournemouth, Gran Bretagna Terra rossa Singolare - Doppio  | Virginia Wade 6-4 6-1                                     | Winnie Shaw                                     |               |                     |
| 27 aprile | British Hard Court Championships 1968 Bournemouth, Gran Bretagna Terra rossa Singolare - Doppio  | Christine Truman Nell Truman 6-4 6-2                      | Annette Van Zyl Fay Toyne-Moore                 |               |                     |
| 28 aprile | Carlton Club Championships 1968 Cannes, Francia Singolare - Doppio                               | Haver 7-5 3-6 6-3                                         | Buchwald                                        |               |                     |
| 28 aprile | Carlton Club Championships 1968 Cannes, Francia Singolare - Doppio                               |                                                           |                                                 |               |                     |
| 28 aprile | Campionato Partenopeo 1968 Napoli, Italia Terra rossa Singolare - Doppio                         | Helen Gourlay-Cawley 6-4 6-3                              | Lesley Hunt                                     |               |                     |
| 28 aprile | Campionato Partenopeo 1968 Napoli, Italia Terra rossa Singolare - Doppio                         |                                                           |                                                 |               |                     |
| 28 aprile | Campionato Partenopeo 1968 Napoli, Italia Terra rossa Singolare - Doppio                         | Doppio misto: Christina Sandberg Gaetano di Maso 6-4 7-5  | Helen Gourlay Patricio Cornejo                  |               |                     |
| 28 aprile | Paris International Championships 1968 Parigi, Francia Terra rossa Singolare - Doppio            | Gail Sherriff Chanfreau Lovera 6-1 6-0                    | Helen Amos                                      |               |                     |
| 28 aprile | Paris International Championships 1968 Parigi, Francia Terra rossa Singolare - Doppio            | Helen Amos Gail Sherriff Chanfreau Lovera 6-2 6-3         | Rosa Maria Reyes Darmon Monique Salfati-di Maso |               |                     |

## Maggio
| Settimana | Torneo                                                                                         | Vincitore                                                                                      | Finalista                                  | Semifinalisti | Eliminati ai quarti |
| --------- | ---------------------------------------------------------------------------------------------- | ---------------------------------------------------------------------------------------------- | ------------------------------------------ | ------------- | ------------------- |
| maggio    | Torneo Godò 1968 Barcellona, Spagna Singolare - Doppio                                         | Michelle Boulle 7-5 6-4                                                                        | Kristen Seelbach                           |               |                     |
| maggio    | Torneo Godò 1968 Barcellona, Spagna Singolare - Doppio                                         |                                                                                                |                                            |               |                     |
| maggio    | River Plate Championships 1968 Buenos Aires, Argentina Singolare - Doppio                      | Graciela Moran                                                                                 | Anna-Maria Cavadini                        |               |                     |
| maggio    | River Plate Championships 1968 Buenos Aires, Argentina Singolare - Doppio                      |                                                                                                |                                            |               |                     |
| maggio    | California State Championships 1968 Portola Valley, USA Singolare - Doppio                     | Denise Carter-Triolo 6-8 9-7 6-1                                                               | Kristy Pigeon                              |               |                     |
| maggio    | California State Championships 1968 Portola Valley, USA Singolare - Doppio                     |                                                                                                |                                            |               |                     |
| 1º maggio | Aix-en-Provence Pro Championships 1968 Aix-en-Provence, Francia Cemento Singolare - Doppio     | Françoise Dürr Finale non giocata                                                              | Ann Haydon Jones                           |               |                     |
| 1º maggio | Aix-en-Provence Pro Championships 1968 Aix-en-Provence, Francia Cemento Singolare - Doppio     |                                                                                                |                                            |               |                     |
| 1º maggio | Natanya Invitation 1968 Natanya, Israele Terra rossa Singolare - Doppio                        | Nadine Netter 3-6 ritiro                                                                       | Laura Rossouw                              |               |                     |
| 1º maggio | Natanya Invitation 1968 Natanya, Israele Terra rossa Singolare - Doppio                        |                                                                                                |                                            |               |                     |
| 4 maggio  | London Hard Court Championships 1968 Hurlingham, Gran Bretagna Terra rossa Singolare - Doppio  | Margaret Smith-Court 6-3 6-2                                                                   | Virginia Wade                              |               |                     |
| 4 maggio  | London Hard Court Championships 1968 Hurlingham, Gran Bretagna Terra rossa Singolare - Doppio  | Margaret Smith-Court Virginia Wade Patricia Walkden-Pretorius Annette Van Zyl titolo condiviso |                                            |               |                     |
| 4 maggio  | Torneo di Reggio di Calabria 1968 Reggio Calabria, Italia Terra rossa Singolare - Doppio       | Helen Gourlay-Cawley 6-4 8-6                                                                   | Alice Luthy-Tym                            |               |                     |
| 4 maggio  | Torneo di Reggio di Calabria 1968 Reggio Calabria, Italia Terra rossa Singolare - Doppio       |                                                                                                |                                            |               |                     |
| 5 maggio  | Atlanta Invitational 1968 Atlanta, USA Terra rossa Singolare - Doppio                          | Stephanie De Fina 6-4 8-10 6-2                                                                 | Linda Tuero                                |               |                     |
| 5 maggio  | Atlanta Invitational 1968 Atlanta, USA Terra rossa Singolare - Doppio                          | Lesley Turner Bowrey Judy Tegart-Dalton 8-2                                                    | Stephanie De Fina Esme Emanuel             |               |                     |
| 6 maggio  | British Professional Championships 1968 Wembley, Gran Bretagna Campo indoor Singolare - Doppio | Billie Jean King 4-6 9-7 7-5                                                                   | Ann Haydon Jones                           |               |                     |
| 6 maggio  | British Professional Championships 1968 Wembley, Gran Bretagna Campo indoor Singolare - Doppio |                                                                                                |                                            |               |                     |
| 11 maggio | Surrey Hard Court Championships 1968 Guildford, Gran Bretagna Terra rossa Singolare - Doppio   | Robin Blakelock-Lloyd titolo condiviso                                                         | Shirley Bloomer-Brasher                    |               |                     |
| 11 maggio | Surrey Hard Court Championships 1968 Guildford, Gran Bretagna Terra rossa Singolare - Doppio   |                                                                                                |                                            |               |                     |
| 12 maggio | Southern California Championships 1968 Los Angeles, USA Cemento Singolare - Doppio             | Patti Hogan 6-2 8-6                                                                            | Tory-Ann Fretz                             |               |                     |
| 12 maggio | Southern California Championships 1968 Los Angeles, USA Cemento Singolare - Doppio             | Grant Pruitt 6-3 6-1                                                                           | Patti Hogan Janet Newberry                 |               |                     |
| 18 maggio | Madison Square Gardens Pro Championships 1968 New York, USA Campo indoor Singolare - Doppio    | Ann Haydon Jones 6-4 6-4                                                                       | Billie Jean King                           |               |                     |
| 18 maggio | Madison Square Gardens Pro Championships 1968 New York, USA Campo indoor Singolare - Doppio    |                                                                                                |                                            |               |                     |
| 19 maggio | Internazionali d'Italia 1968 Roma, Italia Terra rossa Singolare - Doppio                       | Lesley Turner Bowrey 6-2 2-6 6-3                                                               | Margaret Smith-Court                       |               |                     |
| 19 maggio | Internazionali d'Italia 1968 Roma, Italia Terra rossa Singolare - Doppio                       | Margaret Smith-Court Virginia Wade 6-2 7-5                                                     | Annette Van Zyl Patricia Walkden-Pretorius |               |                     |
| 19 maggio | Internazionali d'Italia 1968 Roma, Italia Terra rossa Singolare - Doppio                       | Doppio misto: Margaret Smith Court Marty Riessen 8-6, 6-3                                      | Virginia Wade Tom Okker                    |               |                     |
| 25 maggio | Stuttgart Tournament 1968 Stoccarda, Germania Singolare - Doppio                               | Helga Niessen Masthoff 6-2 6-2                                                                 | Almut Sturm                                |               |                     |
| 25 maggio | Stuttgart Tournament 1968 Stoccarda, Germania Singolare - Doppio                               |                                                                                                |                                            |               |                     |
| 25 maggio | Torneo di Wolverhampton 1968 Wolverhampton, Gran Bretagna Singolare - Doppio                   | Sue Townsend-Wainwright titolo condiviso                                                       | Valerie Ziegenfuss                         |               |                     |
| 25 maggio | Torneo di Wolverhampton 1968 Wolverhampton, Gran Bretagna Singolare - Doppio                   |                                                                                                |                                            |               |                     |

## Giugno
| Settimana | Torneo                                                                                                | Vincitore                                                     | Finalista                                          | Semifinalisti | Eliminati ai quarti |
| --------- | --- | ------------------------------------------------------------- | -------------------------------------------------- | ------------- | ------------------- |
| giugno    | Victorian Hard Court Championships 1968 Melbourne, Australia Terra rossa Singolare - Doppio           | Lynne Nette 6-4 6-4                                           | Maureen McCalman Pratt                             |               |                     |
| giugno    | Victorian Hard Court Championships 1968 Melbourne, Australia Terra rossa Singolare - Doppio           |                                                               |                                                    |               |                     |
| 1º giugno | Surrey Grass Court Championships 1968 Surbiton, Gran Bretagna Erba Singolare - Doppio                 | Judy Tegart-Dalton 10-8 6-4                                   | Christine Truman                                   |               |                     |
| 1º giugno | Surrey Grass Court Championships 1968 Surbiton, Gran Bretagna Erba Singolare - Doppio                 |                                                               |                                                    |               |                     |
| 1º giugno | Torneo di Reggio Emilia 1968 Reggio Emilia, Italia Terra rossa Singolare - Doppio                     | Julie Heldman 6-3 3-6 8-6                                     | Patricia Walkden-Pretorius                         |               |                     |
| 1º giugno | Torneo di Reggio Emilia 1968 Reggio Emilia, Italia Terra rossa Singolare - Doppio                     | Lesley Turner Bowrey Helen Gourlay-Cawley 6-3 7-5             | Alessandra Gobbò Anna-Maria Nasuelli               |               |                     |
| 2 giugno  | Belgian Open 1968 Bruxelles, Belgio Terra rossa Singolare - Doppio                                    | Gail Sherriff Chanfreau Lovera 6-3 6-2                        | Marilyn Aschner                                    |               |                     |
| 2 giugno  | Belgian Open 1968 Bruxelles, Belgio Terra rossa Singolare - Doppio                                    |                                                               |                                                    |               |                     |
| 2 giugno  | Connecticut State Championships 1968 New Haven, USA Erba Singolare - Doppio                           | Shirley Fry 4-6 6-1 7-5                                       | Pat Stewart                                        |               |                     |
| 2 giugno  | Connecticut State Championships 1968 New Haven, USA Erba Singolare - Doppio                           | Lee Hubbell 7-5 2-6 6-4                                       | Pat Stewart Vuskains                               |               |                     |
| 2 giugno  | Central California Championships 1968 Sacramento, USA Singolare - Doppio                              | Denise Carter-Triolo 7-5 6-3                                  | Bailey                                             |               |                     |
| 2 giugno  | Central California Championships 1968 Sacramento, USA Singolare - Doppio                              |                                                               |                                                    |               |                     |
| 2 giugno  | Tulsa Clay Court Championships 1968 Tulsa, USA Terra rossa Singolare - Doppio                         | Betty Ann Grubb-Hansen-Stuart 6-3 6-1                         | Stephanie De Fina                                  |               |                     |
| 2 giugno  | Tulsa Clay Court Championships 1968 Tulsa, USA Terra rossa Singolare - Doppio                         |                                                               |                                                    |               |                     |
| 3 giugno  | West Berlin Open 1968 Berlino, Germania Terra rossa Singolare - Doppio                                | Helga Schultze-Hösl 6-1 7-5                                   | Margaret Smith-Court                               |               |                     |
| 3 giugno  | West Berlin Open 1968 Berlino, Germania Terra rossa Singolare - Doppio                                |                                                               |                                                    |               |                     |
| 6 giugno  | Helsinki International 1968 Helsinki, Finlandia Terra rossa Singolare - Doppio                        | Lesley Turner Bowrey 6-1 6-1                                  | Brigitta Lindstrom                                 |               |                     |
| 6 giugno  | Helsinki International 1968 Helsinki, Finlandia Terra rossa Singolare - Doppio                        |                                                               |                                                    |               |                     |
| 7 giugno  | Glamorgan Championships 1968 Cardiff, Gran Bretagna Erba Singolare - Doppio                           | Faye Urban 4-6 6-1 6-3                                        | Alex Soady                                         |               |                     |
| 7 giugno  | Glamorgan Championships 1968 Cardiff, Gran Bretagna Erba Singolare - Doppio                           | Faye Urban Vicky Berner 6-4 6-0                               | Alex Soady Sue Townsend-Wainwright                 |               |                     |
| 9 giugno  | Northern Championships 1968 Manchester, Gran Bretagna Erba Singolare - Doppio                         | Margaret Smith-Court 6-4 4-6 6-4                              | Virginia Wade                                      |               |                     |
| 9 giugno  | Northern Championships 1968 Manchester, Gran Bretagna Erba Singolare - Doppio                         | Margaret Smith-Court Virginia Wade 6-3 6-4                    | Betty Rosenquest Pratt Judy Tegart-Dalton          |               |                     |
| 9 giugno  | Open di Francia 1968 Parigi, Francia Terra rossa Singolare - Doppio                                   | Nancy Richey 5-7 6-4 6-1                                      | Ann Haydon Jones                                   |               |                     |
| 9 giugno  | Open di Francia 1968 Parigi, Francia Terra rossa Singolare - Doppio                                   | Ann Haydon Jones Françoise Dürr 7-5 4-6 6-4                   | Rosie Casals Billie Jean King                      |               |                     |
| 10 giugno | Torneo di Saltsjöbaden 1968 Saltsjöbaden, Svezia Terra rossa Singolare - Doppio                       | Lesley Turner Bowrey 6-0 6-0                                  | Eva Anderson                                       |               |                     |
| 10 giugno | Torneo di Saltsjöbaden 1968 Saltsjöbaden, Svezia Terra rossa Singolare - Doppio                       |                                                               |                                                    |               |                     |
| 10 giugno | Torneo di Leverkusen 1968 Leverkusen, Germania Terra rossa Singolare - Doppio                         | Alena Palmeova-West 6-2 6-2                                   | Almut Sturm                                        |               |                     |
| 10 giugno | Torneo di Leverkusen 1968 Leverkusen, Germania Terra rossa Singolare - Doppio                         |                                                               |                                                    |               |                     |
| 11 giugno | Czechoslovakian International Championships 1968 Praga, Cecoslovacchia Terra rossa Singolare - Doppio | Helen Gourlay-Cawley 9-7 6-0                                  | Vlasta Kodesova-Vopickova                          |               |                     |
| 11 giugno | Czechoslovakian International Championships 1968 Praga, Cecoslovacchia Terra rossa Singolare - Doppio | Jitka Horcicikova-Volavkova Vlasta Kodesova-Vopickova 6-4 6-3 | Marie Neumannova Pinterova Jana Sedlakova Pikorova |               |                     |
| 15 giugno | Nottingham John Player Tournament 1968 Nottingham, Gran Bretagna Singolare - Doppio                   | Judy Tegart-Dalton 6-4 6-3                                    | Vicky Rogers                                       |               |                     |
| 15 giugno | Nottingham John Player Tournament 1968 Nottingham, Gran Bretagna Singolare - Doppio                   | Esme Emanuel Judy Tegart-Dalton 6-2 6-3                       | Marilyn Aschner Vicky Rogers                       |               |                     |
| 15 giugno | Kent Championships 1968 Beckenham, Gran Bretagna Erba Singolare - Doppio                              | Margaret Smith-Court 11-9 6-2                                 | Ann Haydon Jones                                   |               |                     |
| 15 giugno | Kent Championships 1968 Beckenham, Gran Bretagna Erba Singolare - Doppio                              | Margaret Smith-Court Maria Ester Bueno 6-3 6-2                | Françoise Dürr Ann Haydon Jones                    |               |                     |
| 15 giugno | West of England Championships 1968 Bristol, Gran Bretagna Erba Singolare - Doppio                     | Kerry Melville Reid 6-0 6-1                                   | Karen Krantzcke                                    |               |                     |
| 15 giugno | West of England Championships 1968 Bristol, Gran Bretagna Erba Singolare - Doppio                     | Karen Krantzcke Kerry Melville Reid 6-8 6-4 6-0               | Moore Patricia Walkden-Pretorius                   |               |                     |
| 15 giugno | West of England Championships 1968 Bristol, Gran Bretagna Erba Singolare - Doppio                     | Doppio misto: Frew McMillan Kerry Melville Reid               |                                                    |               |                     |
| 16 giugno | Southern Championships 1968 Birmingham, USA Singolare - Doppio                                        | Linda Tuero 6-0 6-0                                           | Lourdes Gongorga                                   |               |                     |
| 16 giugno | Southern Championships 1968 Birmingham, USA Singolare - Doppio                                        | Olga Palafox Wells 6-2 6-4                                    | Lourdes Gongorga McLean                            |               |                     |
| 16 giugno | Morocco International Championships 1968 Casablanca, Marocco Terra rossa Singolare - Doppio           | Gail Sherriff Chanfreau Lovera 6-1 6-4                        | Alice Luthy-Tym                                    |               |                     |
| 16 giugno | Morocco International Championships 1968 Casablanca, Marocco Terra rossa Singolare - Doppio           | Gail Sherriff Chanfreau Lovera Carol Sherriff 6-2 ritiro      | Virginia Caceres Helen Gourlay-Cawley              |               |                     |
| 16 giugno | Torneo di Lugano 1968 Lugano, Svizzera Terra rossa Singolare - Doppio                                 | Annette Van Zyl 6-3 6-3                                       | Helga Niessen Masthoff                             |               |                     |
| 16 giugno | Torneo di Lugano 1968 Lugano, Svizzera Terra rossa Singolare - Doppio                                 | Lesley Turner Bowrey Annette Van Zyl 6-4 6-3                  | Edda Buding Helga Niessen Masthoff                 |               |                     |
| 22 giugno | Queen's Club Championships 1968 Londra, Gran Bretagna Erba Singolare - Doppio                         | Ann Haydon Jones titolo condiviso                             | Nancy Richey                                       |               |                     |
| 22 giugno | Queen's Club Championships 1968 Londra, Gran Bretagna Erba Singolare - Doppio                         | Doppio terminato nelle semifinali                             |                                                    |               |                     |

## Luglio
| Settimana | Torneo                                                                              | Vincitore                                                       | Finalista                                       | Semifinalisti | Eliminati ai quarti |
| --------- | ----------------------------------------------------------------------------------- | --------------------------------------------------------------- | ----------------------------------------------- | ------------- | ------------------- |
| 6 luglio  | Torneo di Wimbledon 1968 Torneo di Wimbledon, Gran Bretagna Erba Singolare - Doppio | Billie Jean King 9-7 7-5                                        | Judy Tegart-Dalton                              |               |                     |
| 6 luglio  | Torneo di Wimbledon 1968 Torneo di Wimbledon, Gran Bretagna Erba Singolare - Doppio | Billie Jean King Rosie Casals 3-6 6-4 7-5                       | Françoise Dürr Ann Haydon Jones                 |               |                     |
| 7 luglio  | Tri-State Championships 1968 Cincinnati, USA Terra rossa Singolare - Doppio         | Linda Tuero 6-1 6-2                                             | Tory-Ann Fretz                                  |               |                     |
| 7 luglio  | Tri-State Championships 1968 Cincinnati, USA Terra rossa Singolare - Doppio         | Emilie Burrer Linda Tuero 6-2 6-3                               | Gay Peggy Michel                                |               |                     |
| 8 luglio  | Midland Counties Championships 1968 Edgbaston, Gran Bretagna Singolare - Doppio     | Susan Tutt 6-4 6-3                                              | Hazel Cheadle                                   |               |                     |
| 8 luglio  | Midland Counties Championships 1968 Edgbaston, Gran Bretagna Singolare - Doppio     |                                                                 |                                                 |               |                     |
| 10 luglio | Torneo di Travemünde 1968 Travemünde, Germania Terra rossa Singolare - Doppio       | Gail Sherriff Chanfreau Lovera 6-4 6-4                          | Alena Palmeova-West                             |               |                     |
| 10 luglio | Torneo di Travemünde 1968 Travemünde, Germania Terra rossa Singolare - Doppio       |                                                                 |                                                 |               |                     |
| 13 luglio | Irish Open 1968 Dublino, Irlanda Erba Singolare - Doppio                            | Margaret Smith-Court 6-3 6-1                                    | Ann Haydon Jones                                |               |                     |
| 13 luglio | Irish Open 1968 Dublino, Irlanda Erba Singolare - Doppio                            | Rosie Casals Ann Haydon Jones 6-3 7-5                           | Margaret Smith-Court Patti Hogan                |               |                     |
| 13 luglio | Scottish Championships 1968 Edimburgo, Gran Bretagna Singolare - Doppio             | Joyce Barclay-Williams-Hume 8-6 6-4                             | Karen Krantzcke                                 |               |                     |
| 13 luglio | Scottish Championships 1968 Edimburgo, Gran Bretagna Singolare - Doppio             |                                                                 |                                                 |               |                     |
| 13 luglio | Welsh Open 1968 Newport, Gran Bretagna Singolare - Doppio                           | Kristy Pigeon 6-2 6-0                                           | Fay Toyne-Moore                                 |               |                     |
| 13 luglio | Welsh Open 1968 Newport, Gran Bretagna Singolare - Doppio                           | Lesley Turner Bowrey Judy Tegart-Dalton 5-7 8-6 6-1             | Christine Truman Nell Truman                    |               |                     |
| 14 luglio | Western Championships 1968 Indianapolis, USA Terra rossa Singolare - Doppio         | Nancy Richey 6-3 6-2                                            | Stephanie De Fina                               |               |                     |
| 14 luglio | Western Championships 1968 Indianapolis, USA Terra rossa Singolare - Doppio         | Stephanie De Fina Tory-Ann Fretz 5-7 8-6 6-1                    | Maryna Godwin Proctor Laura Rossouw             |               |                     |
| 14 luglio | Düsseldorf Open 1968 Düsseldorf, Germania Singolare - Doppio                        | Gail Sherriff Chanfreau Lovera 6-4 1-6 6-2                      | Helga Niessen Masthoff                          |               |                     |
| 14 luglio | Düsseldorf Open 1968 Düsseldorf, Germania Singolare - Doppio                        | Rosa Maria Reyes Darmon Evelyne Terras 7-5 6-4                  | Helga Niessen Masthoff Heide Schildeknecht-Orth |               |                     |
| 15 luglio | Swedish Championships 1968 Båstad, Svezia Terra rossa Singolare - Doppio            | Julie Heldman Interruzione per pioggia e lancio di una moneta   | Kathleen Harter                                 |               |                     |
| 15 luglio | Swedish Championships 1968 Båstad, Svezia Terra rossa Singolare - Doppio            | Eva Lundquist Ol'ga Morozova 6-0 6-4                            | Kathleen Harter Julie Heldman                   |               |                     |
| 20 luglio | Eastbourne International 1968 Eastbourne, Gran Bretagna Erba Singolare - Doppio     | Maria Esther Bueno 6-2 6-4                                      | Judy Tegart-Dalton                              |               |                     |
| 20 luglio | Eastbourne International 1968 Eastbourne, Gran Bretagna Erba Singolare - Doppio     | Maria Ester Bueno Winnie Shaw 6-0 6-1                           | Lorna Greville Collins Judy Tegart-Dalton       |               |                     |
| 20 luglio | Essex Championships 1968 Frinton, Gran Bretagna Erba Singolare - Doppio             | Robin Blakelock-Lloyd 6-3 8-6                                   | Nell Truman                                     |               |                     |
| 20 luglio | Essex Championships 1968 Frinton, Gran Bretagna Erba Singolare - Doppio             | Robin Blakelock-Lloyd Nell Truman 6-0 4-5 (sospeso per pioggia) | Brenda Kirk Wendy Tomlinson                     |               |                     |
| 20 luglio | North of England Championships 1968 Hoylake, Gran Bretagna Singolare - Doppio       | Margaret Smith-Court 6-2 6-4                                    | Virginia Wade                                   |               |                     |
| 20 luglio | North of England Championships 1968 Hoylake, Gran Bretagna Singolare - Doppio       | Margaret Smith-Court Virginia Wade 8-6 6-2                      | Lesley Turner Bowrey Patricia Walkden-Pretorius |               |                     |
| 20 luglio | Los Angeles Pro Classic 1968 Los Angeles, USA Campo indoor Singolare - Doppio       | Billie Jean King 12-10 6-3                                      | Ann Haydon Jones                                |               |                     |
| 20 luglio | Los Angeles Pro Classic 1968 Los Angeles, USA Campo indoor Singolare - Doppio       |                                                                 |                                                 |               |                     |
| 21 luglio | Swiss Open 1968 Gstaad, Svizzera Terra rossa Singolare - Doppio                     | Annette Van Zyl 6-0 6-1                                         | Julie Heldman                                   |               |                     |
| 21 luglio | Swiss Open 1968 Gstaad, Svizzera Terra rossa Singolare - Doppio                     | Rosa Maria Reyes Darmon Annette Van Zyl 6-1 6-3                 | Helen Amos Elena Subirats                       |               |                     |
| 21 luglio | US Clay Court Championships 1968 Milwaukee, USA Terra rossa Singolare - Doppio      | Nancy Richey 6-3 6-3                                            | Linda Tuero                                     |               |                     |
| 21 luglio | US Clay Court Championships 1968 Milwaukee, USA Terra rossa Singolare - Doppio      | Nancy Richey Valerie Ziegenfuss 6-0 6-2                         | Jane Peaches Bartkowicz Stephanie De Fina       |               |                     |
| 28 luglio | Dutch Open 1968 Hilversum, Paesi Bassi Terra rossa] Singolare - Doppio              | Margaret Smith-Court 8-6 6-0                                    | Judy Tegart-Dalton                              |               |                     |
| 28 luglio | Dutch Open 1968 Hilversum, Paesi Bassi Terra rossa] Singolare - Doppio              | Annette Van Zyl Patricia Walkden-Pretorius 6-2 3-6 6-3          | Astrid Suurbeck Judy Tegart-Dalton              |               |                     |
| 28 luglio | Torneo di La Coruna 1968 La Coruña, Spagna Terra rossa Singolare - Doppio           | Lesley Turner Bowrey 6-2 6-1                                    | Michelle Boulle                                 |               |                     |
| 28 luglio | Torneo di La Coruna 1968 La Coruña, Spagna Terra rossa Singolare - Doppio           | Lesley Turner Bowrey Couder 7-5 6-2                             | Koch Ingrid Lofdahl-Bentzer                     |               |                     |
| 28 luglio | Montana Invitational 1968 Montana, Svizzera Terra rossa Singolare - Doppio          | Julie Heldman 6-2 6-3                                           | Elena Subirats                                  |               |                     |
| 28 luglio | Montana Invitational 1968 Montana, Svizzera Terra rossa Singolare - Doppio          |                                                                 |                                                 |               |                     |
| 28 luglio | Pennsylvania Lawn Tennis Championship 1968 Filadelfia, USA Erba Singolare - Doppio  | Kristy Pigeon 9-7 6-0                                           | Vicky Rogers                                    |               |                     |
| 28 luglio | Pennsylvania Lawn Tennis Championship 1968 Filadelfia, USA Erba Singolare - Doppio  | Mary-Ann Eisel Curtis Valerie Ziegenfuss 6-3 6-3                | Helen Gourlay-Cawley Karen Krantzcke            |               |                     |

## Agosto
| Settimana | Torneo                                                                        | Vincitore                                                 | Finalista                                 | Semifinalisti | Eliminati ai quarti |
| --------- | ----------------------------------------------------------------------------- | --------------------------------------------------------- | ----------------------------------------- | ------------- | ------------------- |
| agosto    | Budapest International 1968 Budapest, Ungheria Singolare - Doppio             | Erzbet Polgar 6-2 1-6 6-1                                 | Erzsebet Szell                            |               |                     |
| agosto    | Budapest International 1968 Budapest, Ungheria Singolare - Doppio             |                                                           |                                           |               |                     |
| 4 agosto  | Eastern Grass Court Championships 1968 Orange, USA Erba Singolare - Doppio    | Mary-Ann Eisel Curtis 3-6 6-1 6-2                         | Kristy Pigeon                             |               |                     |
| 4 agosto  | Eastern Grass Court Championships 1968 Orange, USA Erba Singolare - Doppio    | Mary-Ann Eisel Curtis Valerie Ziegenfuss 8-6 8-6          | Tory-Ann Fretz Vicky Rogers               |               |                     |
| 4 agosto  | Torneo di Vigo 1968 Vigo, Spagna Terra rossa Singolare - Doppio               | Lesley Turner Bowrey 6-1 6-1                              | Michelle Boulle                           |               |                     |
| 4 agosto  | Torneo di Vigo 1968 Vigo, Spagna Terra rossa Singolare - Doppio               | Lesley Turner Bowrey Couder 8-6 7-5                       | Coudrado Ana-Maria Estalella              |               |                     |
| 5 agosto  | Bavarian Open 1968 Monaco di Baviera, Germania Terra rossa Singolare - Doppio | Julie Heldman 4-6 6-3 6-3                                 | Helga Niessen Masthoff                    |               |                     |
| 5 agosto  | Bavarian Open 1968 Monaco di Baviera, Germania Terra rossa Singolare - Doppio | Virginia Wade Patricia Walkden-Pretorius 12-10 6-4        | Bakker Astrid Suurbeck                    |               |                     |
| 11 agosto | Bilbao International 1968 Bilbao, Spagna Terra rossa Singolare - Doppio       | Lesley Turner Bowrey 6-1 6-1 6-1                          | Ana-Maria Estalella                       |               |                     |
| 11 agosto | Bilbao International 1968 Bilbao, Spagna Terra rossa Singolare - Doppio       |                                                           |                                           |               |                     |
| 11 agosto | New York Binghampton Masters 1968 Binghamton, USA Singolare - Doppio          | Billie Jean King 10-8 6-4                                 | Rosie Casals                              |               |                     |
| 11 agosto | New York Binghampton Masters 1968 Binghamton, USA Singolare - Doppio          |                                                           |                                           |               |                     |
| 11 agosto | German Open 1968 Amburgo, Germania Terra rossa Singolare - Doppio             | Annette Van Zyl 6-1 7-5                                   | Judy Tegart-Dalton                        |               |                     |
| 11 agosto | German Open 1968 Amburgo, Germania Terra rossa Singolare - Doppio             | Annette Van Zyl Patricia Walkden-Pretorius 6-3 7-5        | Winnie Shaw Judy Tegart-Dalton            |               |                     |
| 11 agosto | Piping Rock Tournament 1968 New York, USA Erba Singolare - Doppio             | Mary-Ann Eisel Curtis 3-6 15-13 8-6                       | Karen Krantzcke                           |               |                     |
| 11 agosto | Piping Rock Tournament 1968 New York, USA Erba Singolare - Doppio             | Mary-Ann Eisel Curtis Karen Krantzcke 6-0 6-3             | Patti Hogan Peggy Michel                  |               |                     |
| 11 agosto | Ostend International 1968 Ostenda, Belgio Terra rossa Singolare - Doppio      | Esme Emanuel 8-6 6-3                                      | Olfa Lendlova                             |               |                     |
| 11 agosto | Ostend International 1968 Ostenda, Belgio Terra rossa Singolare - Doppio      | Esme Emanuel Christiane Mercelis 4-6 6-4 6-3              | Olfa Lendlova Purkova                     |               |                     |
| 11 agosto | Torneo di Senigallia 1968 Senigallia, Italia Terra rossa Singolare - Doppio   | Maria Teresa Riedl 6-1 6-2                                | Christina Sandberg                        |               |                     |
| 11 agosto | Torneo di Senigallia 1968 Senigallia, Italia Terra rossa Singolare - Doppio   | Maria Teresa Riedl Anna-Maria Nasuelli 6-3 1-6 6-2        | Virginia Caceres Di Domenico              |               |                     |
| 13 agosto | St Moritz Kulm Carlton 1968 Sankt Moritz, Svizzera Singolare - Doppio         | Françoise Dürr 6-4 3-6 6-0                                | Donna Floyd-Fales                         |               |                     |
| 13 agosto | St Moritz Kulm Carlton 1968 Sankt Moritz, Svizzera Singolare - Doppio         |                                                           |                                           |               |                     |
| 18 agosto | Torneo di Le Touquet 1968 Le Touquet, Francia Terra rossa Singolare - Doppio  | Winnie Shaw 6-4 6-3                                       | Rosa Maria Reyes Darmon                   |               |                     |
| 18 agosto | Torneo di Le Touquet 1968 Le Touquet, Francia Terra rossa Singolare - Doppio  |                                                           |                                           |               |                     |
| 18 agosto | Essex County Championships 1968 Manchester, USA Erba Singolare - Doppio       | Maria Esther Bueno 7-5 3-6 6-3                            | Margaret Smith-Court                      |               |                     |
| 18 agosto | Essex County Championships 1968 Manchester, USA Erba Singolare - Doppio       | Maria Ester Bueno Margaret Smith-Court 6-1 6-2            | Patti Hogan Peggy Michel                  |               |                     |
| 18 agosto | Moscow International 1968 Mosca, URSS Singolare - Doppio                      | Ol'ga Morozova 6-1 6-3                                    | Marina Chuvyrina                          |               |                     |
| 18 agosto | Moscow International 1968 Mosca, URSS Singolare - Doppio                      | Marina Chuvyrina Ol'ga Morozova 6-2 6-3                   | Harris Lesley Hunt                        |               |                     |
| 18 agosto | Canadian Open 1968 Toronto, Canada Singolare - Doppio                         | Jane Peaches Bartkowicz 6-3 6-3                           | Faye Urban                                |               |                     |
| 18 agosto | Canadian Open 1968 Toronto, Canada Singolare - Doppio                         |                                                           |                                           |               |                     |
| 18 agosto | Baltimore Invitation 1968 Baltimora, USA Singolare - Doppio                   | Mary-Ann Eisel Curtis 6-2 7-5                             | Kathleen Harter                           |               |                     |
| 18 agosto | Baltimore Invitation 1968 Baltimora, USA Singolare - Doppio                   | Helen Gourlay-Cawley Karen Krantzcke 3-6 6-3 ritiro       | Mary-Ann Eisel Curtis Valerie Ziegenfuss  |               |                     |
| 18 agosto | Colonial Pro Invitational 1968 Fort Worth, USA Singolare - Doppio             | Ann Haydon Jones 6-1 6-2                                  | Billie Jean King                          |               |                     |
| 18 agosto | Colonial Pro Invitational 1968 Fort Worth, USA Singolare - Doppio             |                                                           |                                           |               |                     |
| 18 agosto | Belgian Open 1968 Knokke-Le Zoute, Belgio Singolare - Doppio                  | Judy Tegart-Dalton 6-3 7-5                                | Gail Sherriff Chanfreau Lovera            |               |                     |
| 18 agosto | Belgian Open 1968 Knokke-Le Zoute, Belgio Singolare - Doppio                  | Gail Sherriff Chanfreau Lovera Carol Sherriff 4-6 6-4 6-4 | Helga Schultze-Hösl Judy Tegart-Dalton    |               |                     |
| 19 agosto | Torneo di Viareggio 1968 Viareggio, Italia Terra rossa Singolare - Doppio     | Maria Teresa Riedl 10-8 6-0                               | Frances MacLennan                         |               |                     |
| 19 agosto | Torneo di Viareggio 1968 Viareggio, Italia Terra rossa Singolare - Doppio     | Virginia Caceres Frances MacLennan 7-5 1-6 6-3            | Monica Giorgi Maria Teresa Riedl          |               |                     |
| 20 agosto | Austrian Open 1968 Kitzbühel, Austria Singolare - Doppio                      | Annette Van Zyl 6-1 6-0                                   | Erzbet Polgar                             |               |                     |
| 20 agosto | Austrian Open 1968 Kitzbühel, Austria Singolare - Doppio                      |                                                           |                                           |               |                     |
| 25 agosto | US Amateur Championships 1968 Boston, USA Erba Singolare - Doppio             | Margaret Smith-Court 6-2 6-2                              | Maria Esther Bueno                        |               |                     |
| 25 agosto | US Amateur Championships 1968 Boston, USA Erba Singolare - Doppio             | Margaret Smith-Court Maria Ester Bueno 6-3 7-5            | Virginia Wade Joyce Barclay-Williams-Hume |               |                     |

## Settembre
| Settimana    | Torneo                                                                                         | Vincitore                                          | Finalista                              | Semifinalisti | Eliminati ai quarti |
| ------------ | ---------------------------------------------------------------------------------------------- | -------------------------------------------------- | -------------------------------------- | ------------- | ------------------- |
| settembre    | Pensacola Invitation 1968 Pensacola, USA Singolare - Doppio                                    | Linda Tuero 9-7 6-4                                | Stephanie De Fina                      |               |                     |
| settembre    | Pensacola Invitation 1968 Pensacola, USA Singolare - Doppio                                    |                                                    |                                        |               |                     |
| settembre    | Torneo di Ortisei 1968 Ortisei, Italia Terra rossa Singolare - Doppio                          | Christina Sandberg 6-2 6-3                         | Maria Eugenia Guzman                   |               |                     |
| settembre    | Torneo di Ortisei 1968 Ortisei, Italia Terra rossa Singolare - Doppio                          |                                                    |                                        |               |                     |
| 1º settembre | Turkey Open 1968 Istanbul, Turchia Singolare - Doppio                                          | Gail Sherriff Chanfreau Lovera 6-2 7-5             | Lesley Turner Bowrey                   |               |                     |
| 1º settembre | Turkey Open 1968 Istanbul, Turchia Singolare - Doppio                                          |                                                    |                                        |               |                     |
| 1º settembre | Austrian Open 1968 Pörtschach am Wörther See, Austria Singolare - Doppio                       | Winnie Shaw 6-1 7-5                                | Elena Subirats                         |               |                     |
| 1º settembre | Austrian Open 1968 Pörtschach am Wörther See, Austria Singolare - Doppio                       |                                                    |                                        |               |                     |
| 1º settembre | New South Wales Hard Court Championships 1968 Sydney, Australia Terra rossa Singolare - Doppio | Evonne Goolagong Cawley 6-1 6-3                    | Wendy Gilchrist-Paish                  |               |                     |
| 1º settembre | New South Wales Hard Court Championships 1968 Sydney, Australia Terra rossa Singolare - Doppio | Craig Margaret Starr                               | Pat Edwards Evonne Goolagong Cawley    |               |                     |
| 7 settembre  | Torneo di Liege 1968 Liegi, Belgio Singolare - Doppio                                          | Carol Sherriff 6-2 6-0                             | Judy Salome                            |               |                     |
| 7 settembre  | Torneo di Liege 1968 Liegi, Belgio Singolare - Doppio                                          |                                                    |                                        |               |                     |
| 8 settembre  | Brumana International 1968 Brummana, Libano Singolare - Doppio                                 | Gail Sherriff Chanfreau Lovera 6-2 9-7             | Lesley Turner Bowrey                   |               |                     |
| 8 settembre  | Brumana International 1968 Brummana, Libano Singolare - Doppio                                 |                                                    |                                        |               |                     |
| 8 settembre  | Torneo di Bucharest 1968 Bucarest, Romania Singolare - Doppio                                  | Lesley Hunt 4-6 6-1 6-2                            | Kerry Harris                           |               |                     |
| 8 settembre  | Torneo di Bucharest 1968 Bucarest, Romania Singolare - Doppio                                  | Kerry Harris Lesley Hunt 6-1 6-3                   | Cigolea Dumitrescu                     |               |                     |
| 8 settembre  | Heart of America Tournament 1968 Kansas City, USA Cemento Singolare - Doppio                   | Julie Heldman 4-6 6-2 7-5                          | Laura Rossouw                          |               |                     |
| 8 settembre  | Heart of America Tournament 1968 Kansas City, USA Cemento Singolare - Doppio                   | Julie Heldman Kathleen Harter 6-4 1-6 6-0          | Maryna Godwin Proctor Laura Rossouw    |               |                     |
| 8 settembre  | US Open 1968 New York, USA Erba Singolare - Doppio                                             | Virginia Wade 6-4 6-2                              | Billie Jean King                       |               |                     |
| 8 settembre  | US Open 1968 New York, USA Erba Singolare - Doppio                                             | Maria Ester Bueno Margaret Smith-Court 4-6 9-7 8-6 | Billie Jean King Rosie Casals          |               |                     |
| 10 settembre | Torneo di Graz 1968 Graz, Austria Singolare - Doppio                                           | Winnie Shaw 6-0 6-3                                | Mabel Vrancovich                       |               |                     |
| 10 settembre | Torneo di Graz 1968 Graz, Austria Singolare - Doppio                                           |                                                    |                                        |               |                     |
| 15 settembre | Athens International 1968 Atene, Grecia Singolare - Doppio                                     | Maria Eugenia Guzman 6-2 6-2                       | Maria-Jose Aubet                       |               |                     |
| 15 settembre | Athens International 1968 Atene, Grecia Singolare - Doppio                                     |                                                    |                                        |               |                     |
| 15 settembre | Torneo di Belgrado 1968 Belgrado, Jugoslavia Singolare - Doppio                                | Edda Buding 7-5 6-2                                | Mabel Vrancovich                       |               |                     |
| 15 settembre | Torneo di Belgrado 1968 Belgrado, Jugoslavia Singolare - Doppio                                |                                                    |                                        |               |                     |
| 15 settembre | Dallas Invitation 1968 Dallas, USA Singolare - Doppio                                          | Maryna Godwin Proctor 7-9 6-3 6-4                  | Julie Heldman                          |               |                     |
| 15 settembre | Dallas Invitation 1968 Dallas, USA Singolare - Doppio                                          |                                                    |                                        |               |                     |
| 22 settembre | Pacific Southwest Championships 1968 Los Angeles, USA Cemento Singolare - Doppio               | Rosie Casals 6-3 6-1                               | Maria Esther Bueno                     |               |                     |
| 22 settembre | Pacific Southwest Championships 1968 Los Angeles, USA Cemento Singolare - Doppio               | Françoise Dürr Ann Haydon Jones 6-3 6-2            | Maria Ester Bueno Margaret Smith-Court |               |                     |

## Ottobre
| Settimana  | Torneo                                                                                             | Vincitore                                            | Finalista                             | Semifinalisti | Eliminati ai quarti |
| ---------- | -------------------------------------------------------------------------------------------------- | ---------------------------------------------------- | ------------------------------------- | ------------- | ------------------- |
| 6 ottobre  | Pacific Coast Championships 1968 Berkeley, USA Singolare - Doppio                                  | Margaret Smith-Court 6-4 7-5                         | Maria Esther Bueno                    |               |                     |
| 6 ottobre  | Pacific Coast Championships 1968 Berkeley, USA Singolare - Doppio                                  |                                                      |                                       |               |                     |
| 6 ottobre  | US Hard Court Championships 1968 La Jolla, USA Cemento Singolare - Doppio                          | Maryna Godwin Proctor 6-3 8-6                        | Janet Newberry                        |               |                     |
| 6 ottobre  | US Hard Court Championships 1968 La Jolla, USA Cemento Singolare - Doppio                          |                                                      |                                       |               |                     |
| 7 ottobre  | Australian Capital Territory Championships 1968 Canberra, Australia Terra rossa Singolare - Doppio | Susan Alexander 6-3 6-1                              | B. Walsh                              |               |                     |
| 7 ottobre  | Australian Capital Territory Championships 1968 Canberra, Australia Terra rossa Singolare - Doppio |                                                      |                                       |               |                     |
| 13 ottobre | Australian Hard Court Championships 1968 Launceston, Australia Terra rossa Singolare - Doppio      | Karen Krantzcke 6-1 6-1                              | Evonne Goolagong Cawley               |               |                     |
| 13 ottobre | Australian Hard Court Championships 1968 Launceston, Australia Terra rossa Singolare - Doppio      |                                                      |                                       |               |                     |
| 17 ottobre | Spanish Open 1968 Barcellona, Spagna Singolare - Doppio                                            | Ana-Maria Estalella 2-6 8-6 7-5                      | Maria-Carmen Coronado                 |               |                     |
| 17 ottobre | Spanish Open 1968 Barcellona, Spagna Singolare - Doppio                                            |                                                      |                                       |               |                     |
| 17 ottobre | England Dewar Cup Stalybridge 1968 Stalybridge, Gran Bretagna Campo indoor Singolare - Doppio      | Margaret Smith-Court 7-5 6-4                         | Winnie Shaw                           |               |                     |
| 17 ottobre | England Dewar Cup Stalybridge 1968 Stalybridge, Gran Bretagna Campo indoor Singolare - Doppio      |                                                      |                                       |               |                     |
| 20 ottobre | Tennis ai Giochi della XIX Olimpiade Guadalajara, Messico Terra rossa Singolare - Doppio           | Helga Niessen Masthoff                               | Jane Peaches Bartkowicz               |               |                     |
| 20 ottobre | Tennis ai Giochi della XIX Olimpiade Guadalajara, Messico Terra rossa Singolare - Doppio           | Helga Niessen Masthoff Edda Buding                   | Rosa Maria Reyes Darmon Julie Heldman |               |                     |
| 20 ottobre | Tennis ai Giochi della XIX Olimpiade Guadalajara, Messico Terra rossa Singolare - Doppio           | 3º posto: Jane Peaches Bartkowicz Valerie Ziegenfuss |                                       |               |                     |
| 26 ottobre | Scotland Dewar Cup Perth 1968 Perth (Regno Unito), Gran Bretagna Campo indoor Singolare - Doppio   | Margaret Smith-Court 6-2 6-4                         | Mary-Ann Eisel Curtis                 |               |                     |
| 26 ottobre | Scotland Dewar Cup Perth 1968 Perth (Regno Unito), Gran Bretagna Campo indoor Singolare - Doppio   |                                                      |                                       |               |                     |

## Novembre
| Settimana   | Torneo                                                                                         | Vincitore                                                   | Finalista                               | Semifinalisti | Eliminati ai quarti |
| ----------- | ---------------------------------------------------------------------------------------------- | ----------------------------------------------------------- | --------------------------------------- | ------------- | ------------------- |
| novembre    | Midland Invitational Permian Basin 1968 Midland, USA Singolare - Doppio                        | Nancy Richey 6-0 6-1                                        | Diane Matzner                           |               |                     |
| novembre    | Midland Invitational Permian Basin 1968 Midland, USA Singolare - Doppio                        |                                                             |                                         |               |                     |
| novembre    | Israel International Jerusalem 1968 Gerusalemme, Israele Singolare - Doppio                    | Almut Sturm 6-0 8-6                                         | Ingrid Loeys                            |               |                     |
| novembre    | Israel International Jerusalem 1968 Gerusalemme, Israele Singolare - Doppio                    |                                                             |                                         |               |                     |
| novembre    | Haifa International 1968 Haifa, Israele Singolare - Doppio                                     | Ingrid Loeys 6-2 6-3                                        | Paulina Peisachov                       |               |                     |
| novembre    | Haifa International 1968 Haifa, Israele Singolare - Doppio                                     |                                                             |                                         |               |                     |
| 1º novembre | Sydney Metropolitan Grass Court Championships 1968 Sydney, Australia Erba Singolare - Doppio   | Karen Krantzcke 6-4 6-1                                     | Wendy Gilchrist-Paish                   |               |                     |
| 1º novembre | Sydney Metropolitan Grass Court Championships 1968 Sydney, Australia Erba Singolare - Doppio   | Karen Krantzcke G. Healy 6-4 0-6 6-3                        | Horton Norma Marsh                      |               |                     |
| 1º novembre | Tennis ai Giochi della XIX Olimpiade Città del Messico, Messico Terra rossa Singolare - Doppio | Jane Peaches Bartkowicz 6-3 6-2                             | Julie Heldman                           |               |                     |
| 1º novembre | Tennis ai Giochi della XIX Olimpiade Città del Messico, Messico Terra rossa Singolare - Doppio |                                                             |                                         |               |                     |
| 2 novembre  | Aberavon Cup 1968 Aberavon, Gran Bretagna Campo indoor Singolare - Doppio                      | Margaret Smith-Court 6-3 4-6 6-4                            | Virginia Wade                           |               |                     |
| 2 novembre  | Aberavon Cup 1968 Aberavon, Gran Bretagna Campo indoor Singolare - Doppio                      |                                                             |                                         |               |                     |
| 3 novembre  | Richmond Westwood Tournament 1968 Richmond, USA Terra rossa indoor Singolare - Doppio          | Jane Peaches Bartkowicz 6-2 6-1                             | Stephanie De Fina                       |               |                     |
| 3 novembre  | Richmond Westwood Tournament 1968 Richmond, USA Terra rossa indoor Singolare - Doppio          | Maria Ester Bueno Nancy Richey 6-1 6-2                      | Marilyn Aschner Jane Peaches Bartkowicz |               |                     |
| 3 novembre  | Japan Open Tennis Championships 1968 , Giappone Singolare - Doppio                             | Kazuko Sawamatsu 6-0 6-2                                    | Kimiyo Hatanaka                         |               |                     |
| 3 novembre  | Japan Open Tennis Championships 1968 , Giappone Singolare - Doppio                             |                                                             |                                         |               |                     |
| 9 novembre  | Torquay Cup 1968 Torquay, Gran Bretagna Campo indoor Singolare - Doppio                        | Margaret Smith-Court 12-10 8-6                              | Virginia Wade                           |               |                     |
| 9 novembre  | Torquay Cup 1968 Torquay, Gran Bretagna Campo indoor Singolare - Doppio                        |                                                             |                                         |               |                     |
| 10 novembre | South American Open 1968 Buenos Aires, Argentina Terra rossa Singolare - Doppio                | Ann Haydon Jones walkover                                   | Nancy Richey                            |               |                     |
| 10 novembre | South American Open 1968 Buenos Aires, Argentina Terra rossa Singolare - Doppio                | Rosie Casals Ann Haydon Jones 6-1 6-2                       | Julie Heldman Mabel Vrancovich          |               |                     |
| 16 novembre | British Covered Court Championships 1968 Londra, Gran Bretagna Campo indoor Singolare - Doppio | Margaret Smith-Court 10-8 6-1                               | Virginia Wade                           |               |                     |
| 16 novembre | British Covered Court Championships 1968 Londra, Gran Bretagna Campo indoor Singolare - Doppio | Mary-Ann Eisel Curtis Winnie Shaw 6-2 6-3                   | Christine Truman Nell Truman            |               |                     |
| 16 novembre | British Covered Court Championships 1968 Londra, Gran Bretagna Campo indoor Singolare - Doppio | Doppio misto: Margaret Smith-Court Stan Smith               |                                         |               |                     |
| 17 novembre | Chilean National Championships 1968 Santiago, Cile Singolare - Doppio                          | Julie Heldman 6-2 6-1                                       | María-Isabel Fernández                  |               |                     |
| 17 novembre | Chilean National Championships 1968 Santiago, Cile Singolare - Doppio                          | Julie Heldman Carmen Ibarra 6-2 6-1                         | Ana Cornejo Prajoux                     |               |                     |
| 23 novembre | London Crystal Palace Dewar Cup 1968 Londra, Gran Bretagna Campo indoor Singolare - Doppio     | Virginia Wade 6-3 6-4                                       | Margaret Smith-Court                    |               |                     |
| 23 novembre | London Crystal Palace Dewar Cup 1968 Londra, Gran Bretagna Campo indoor Singolare - Doppio     | Margaret Smith-Court Patricia Walkden-Pretorius 4-6 6-3 6-4 | Mary-Ann Eisel Curtis Winnie Shaw       |               |                     |

## Dicembre
| Settimana   | Torneo                                                                                        | Vincitore                                            | Finalista                      | Semifinalisti | Eliminati ai quarti |
| ----------- | --------------------------------------------------------------------------------------------- | ---------------------------------------------------- | ------------------------------ | ------------- | ------------------- |
| 3 dicembre  | South Australian Championships 1968 Adelaide, Australia Erba Singolare - Doppio               | Karen Krantzcke 4-6 9-7 6-1                          | Lesley Hunt                    |               |                     |
| 3 dicembre  | South Australian Championships 1968 Adelaide, Australia Erba Singolare - Doppio               | Karen Krantzcke Kerry Melville Reid 6-1 6-2          | Lesley Hunt Judy Tegart-Dalton |               |                     |
| 9 dicembre  | Queensland Hard Court Championships 1968 Gold Coast, Australia Terra rossa Singolare - Doppio | Gail Sherriff Chanfreau Lovera 6-1 6-3               | Lexie Kenny                    |               |                     |
| 9 dicembre  | Queensland Hard Court Championships 1968 Gold Coast, Australia Terra rossa Singolare - Doppio | Lesley Turner Bowrey Evonne Goolagong Cawley 6-1 6-3 | Burke Barbara Hawcroft         |               |                     |
| 14 dicembre | Queensland Open 1968 Brisbane, Australia Singolare - Doppio                                   | Karen Krantzcke 6-3 6-4                              | Kerry Melville Reid            |               |                     |
| 14 dicembre | Queensland Open 1968 Brisbane, Australia Singolare - Doppio                                   |                                                      |                                |               |                     |